# Mercury - Act 2
Mercury - Act 2 è il sesto album in studio del gruppo musicale statunitense Imagine Dragons, pubblicato il 1º luglio 2022 dalla Interscope Records.

## Descrizione
Il 3 settembre 2021 il gruppo ha pubblicato Mercury - Act I, confermando la pubblicazione di una seconda parte del progetto, intitolata Mercury - Act 2. In un'intervista rilasciata attraverso Apple Music alla fine di marzo 2022, il gruppo ha dichiarato che l'album era diverso dal punto di vista sonoro rispetto agli album precedenti e che era influenzato dall'hip hop. In un'intervista a Consequence, il frontman Dan Reynolds ha descritto il processo creativo dietro i due album:
(Dan Reynolds)

## Promozione
Successivamente all'inizio del Mercury Tour, il gruppo annuncia la futura pubblicazione di un secondo progetto associato a Mercury - Act I. L'11 marzo 2022 viene pubblicato il primo singolo estratto dall'album, Bones. Il secondo singolo, Sharks è stato pubblicato il 24 giugno 2022.

## Accoglienza
Neil Z. Yueng di AllMusic ha recensito i due progetti musicali, ha riscontrato che «mentre la prima parte elaborava emozioni disordinate con momenti più crudi e vulnerabili del solito catalogo radiofonico della band, la seconda metà dell'album è appesantita da momenti analoghi, spegnendo lo slancio della manciata di classici ritornelli strimpellanti disseminati in tutto il disco».
Maura Johnston, recensendo per Rolling Stone, scrive che gli Imagine Dragons «con Mercury - Act 2 non si stanno reinventando, ma stanno perfezionando ciò che li ha trasformati in uno dei pochi gruppi rock in grado di fare da headliner negli stadi internazionali» con un progetto che tematicamente «affronta le conseguenze esistenziali della perdita descritta in Mercury - Act I, con brani pieni di disgusto per se stessi e di rimpianto, ma anche con occasionali proposte ottimistiche».
Benedetta Minoliti di Billboard Italia, definisce il progetto «il più sincero e onesto della band; [...] un progetto che porta la vita e la morte al centro di tutto, in bilico tra fragilità e desiderio di ricominciare, lasciandosi alle spalle tutte le storture del mondo». La giornalista individua in Take It Easy la traccia «manifesto» dei temi principali, quali «morte, amore, religione e mancanza di fede», che «vanno a formare una canzone in cui ci viene detto di smettere di cercare risposte, provando a vivere la vita come viene, con tutti i suoi lati negativi e positivi».

## Tracce
1. Bones – 2:45 (Robin Fredriksson, Mattias Larsson, Daniel Platzman, Ben McKee, Wayne Sermon & Dan Reynolds, Mattman & Robin)
2. Symphony – 2:55 (Wayne Sermon, Talay Riley, Dan Reynolds, Daniel Platzman, Ben McKee, Bipolar Sunshine & Joel Little)
3. Sharks – 3:10 (Robin Fredriksson, Mattias Larsson, Daniel Platzman, Ben McKee, Wayne Sermon & Dan Reynolds, Mattman & Robin)
4. I Don't Like Myself – 3:05 (Wayne Sermon, Dan Reynolds, Daniel Platzman, Ben McKee & MAG)
5. Blur – 2:55 (KillaGraham, Mick Coogan, Nick Scapa, Wayne Sermon, Daniel Platzman, Ben McKee & Dan Reynolds,)
6. Higher Ground – 2:41 (Andrew Tolman, Wayne Sermon, Ben McKee, Daniel Platzman & Dan Reynolds, Goldwiing)
7. Crushed – 3:08 (Wayne Sermon, Dan Reynolds, Daniel Platzman & Ben McKee)
8. Take It Easy – 2:38 (Wayne Sermon, Dan Reynolds, Daniel Platzman & Ben McKee)
9. Waves – 3:45 (Mattias Larsson, Justin Tranter, Robin Fredriksson, Daniel Platzman, Ben McKee, Wayne Sermon & Dan Reynolds)
10. I’m Happy – 3:05 (Andrew Tolman, Wayne Sermon, Dan Reynolds, Daniel Platzman & Ben McKee)
11. Ferris Wheel – 3:23 (Daniel Platzman, Ben McKee, Wayne Sermon & Dan Reynolds)
12. Peace of Mind – 2:53 (Jason Suwito, Daniel Platzman, Ben McKee, Wayne Sermon & Dan Reynolds)
13. Sirens – 2:35 (Jayson DeZuzio, Wayne Sermon, Daniel Platzman, Ben McKee & Dan Reynolds)
14. Tied – 4:01 (Daniel Platzman, Ben McKee, Wayne Sermon & Dan Reynolds)
15. Younger – 3:11 (Andrew Tolman, Wayne Sermon, Dan Reynolds, Daniel Platzman & Ben McKee)
16. I Wish – 3:27 (Daniel Platzman, Wayne Sermon, Ben McKee & Dan Reynolds)
17. Continual – 3:49 (Wayne Sermon, Dan Reynolds, Daniel Platzman, Ben McKee & Cory Henry)
18. They Don't Know You Like I Do – 4:17 (Andrew Tolman, Wayne Sermon, Dan Reynolds, Daniel Platzman & Ben McKee)

## Mercury - Acts 1 & 2
Mercury - Acts 1 & 2 è un album compilation che comprende Mercury - Act 1 e Mercury - Act 2, pubblicato il 1º luglio 2022. Il doppio album include il singolo Enemy come parte di Mercury - Act 1, dove appare come traccia aggiuntiva nella ristampa digitale dell'album.

### Classifiche settimanali
| Classifica (2022-23) | Posizione massima |
| -------------------- | ----------------- |
| Australia            | 13                |
| Austria              | 3                 |
| Belgio (Fiandre)     | 7                 |
| Belgio (Vallonia)    | 4                 |
| Finlandia            | 50                |
| Francia              | 4                 |
| Germania             | 6                 |
| Italia               | 7                 |
| Lituania             | 8                 |
| Norvegia             | 7                 |
| Nuova Zelanda        | 25                |
| Paesi Bassi          | 4                 |
| Polonia              | 4                 |
| Svizzera             | 1                 |
| Ungheria             | 17                |

### Classifiche di fine anno
| Classifica (2022) | Posizione |
| ----------------- | --------- |
| Belgio (Vallonia) | 106       |
| Finlandia         | 8         |
| Repubblica Ceca   | 4         |
| Slovacchia        | 2         |
| Svizzera          | 23        |
| Classifica (2023) | Posizione |
| Italia            | 72        |
| Repubblica Ceca   | 10        |
| Slovacchia        | 2         |
| Ungheria          | 57        |
| Classifica (2024) | Posizione |
| Portogallo        | 185       |
| Ungheria          | 93        |